# 荷蘭 (地區)
荷蘭是位于荷兰王国本土西岸的一个地区和前省份。“荷兰”一词也经常被以部分代整体地用来描述整个荷兰王国；这一用法广泛受到接受，但有一部分人，尤其是来自荷兰王国其他地区的人对这一用法并无好感。
从公元10世纪至16世纪，荷蘭地區在政治上是统一的，是神圣罗马帝国中的一个领，為荷蘭伯爵所统治。至17世纪，荷兰成为了海上和经济上的强大力量，在新近独立的荷兰共和国中为实力最突出的一个省份。
1840年，荷兰省分成北荷兰省和南荷蘭省，其中包括首都阿姆斯特丹、中央政府所在地海牙以及坐拥欧洲最大港口的鹿特丹。

## 詞源
老普林尼（公元23年－79年8月24日，亦稱大普林尼）形容這片地區為界於佛利蘭以及夫利佛蘭的土地（"拉丁語：", Liber IV），也是萊茵河的出海口，是鄰近巴栗地區密須河的主要排水流域，也是北方第二大湖的的排水口（今日的艾瑟爾湖），「荷蘭」這個詞彙首次出現是在公元866年，當時專指哈倫附近地區，1064年則被用來稱呼哈倫縣，與此同時住在荷蘭的居民也開始自稱荷蘭人（荷蘭語：Hollanders），荷蘭的名詞則是從哈特蘭（荷蘭語：holtland，意指產木頭的地方）所衍伸，這個詞彙甚至沿用至14世紀，時至今日則專以荷蘭稱呼此地，不過有時候寫成Hollant以及Hollandt，民間俚語也盛行把荷蘭寫成hol land（意指hollow land），這份靈感則是因為荷蘭地理型態是低地所致。

## 用法
這塊地區通行荷蘭語以及英語的用法是荷蘭，不過荷蘭其實只是整個尼德蘭地區的部分地區，荷蘭這個辭彙通常是用於英語以及其他語言，有時甚至包含荷蘭語本身，意指身為現代國家的整個尼德蘭，這個用法就像把聯合王國（英文：United Kingdom）簡稱為英國（英文：England）。在荷蘭語以及英語常把荷蘭人稱作Hollanders，今日則特指北荷蘭省以及南荷蘭省的居民，質言之Hollanders則不包含荷蘭其他省份的居民，然而口語上Hollanders有時會犯這個錯誤。
Hollands這個荷蘭語詞彙從Holland，在口語上偶爾會將其作為尼德蘭的代稱，有時這種用法可對比到其他語言或人們，例如林堡語、佛萊明語也就是在比利時境內的一種荷蘭方言，甚至稱呼荷蘭南部乃至於尼德蘭全境的人們。
然而荷蘭一詞於英語卻並非常用，Dutch比較常稱呼整個荷蘭（尼德蘭），而不僅只有荷蘭地區（南、北荷蘭省），有時Hollands用在英語時有兩種形式：
- 所有格（例如：荷蘭經濟力，Holland's economic power）或著是
- 來自荷蘭（例如：來自荷蘭的女孩，a girl from Holland）。

以下用法則被限制特殊情況：
- 有時候被代指荷蘭（例如：荷蘭社會，the Holland Society）
- Hollandic有時是歷史或其他學者用以代指荷蘭的詞彙。歷史學中把這個詞彙專指後拿破崙時代的荷蘭，在語言學中這個詞彙則被用來稱呼荷蘭的方言。
- Hollandish僅在英語中被使用。

## 地理

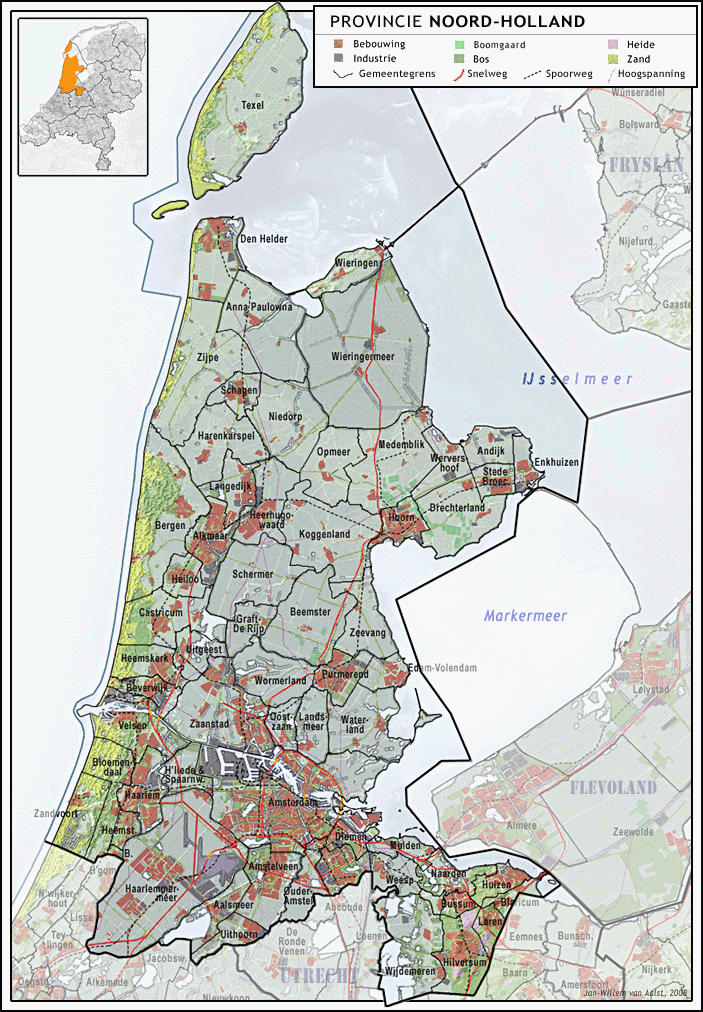
北荷蘭省

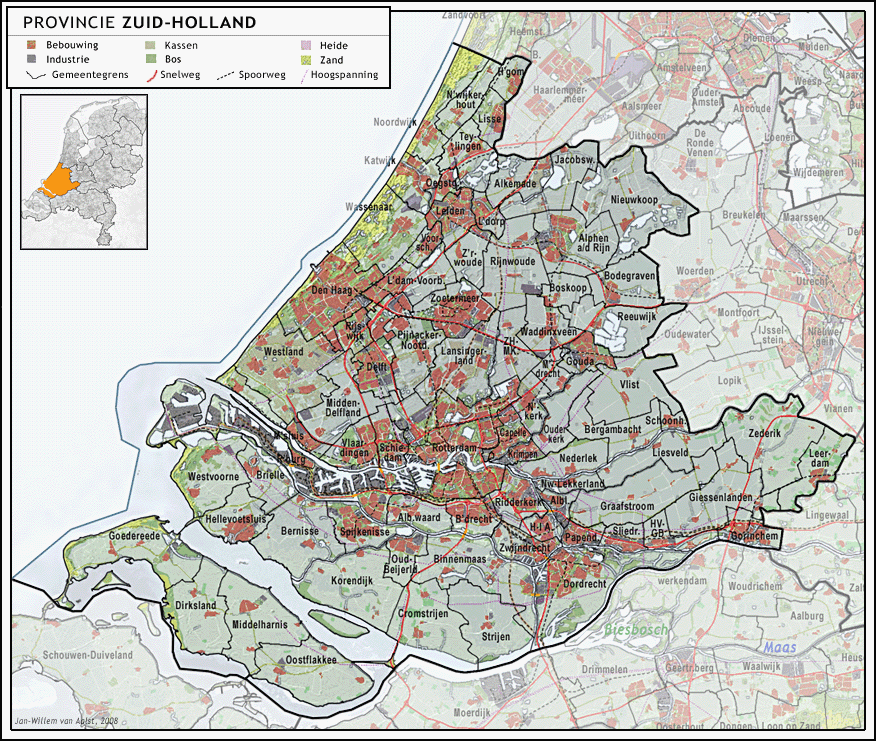
南荷蘭省

荷蘭地區坐落於尼德蘭地區之西，在海上區域荷蘭位於北海之畔，為萊茵河以及馬士河所包夾，境內擁有為數眾多的河川、湖泊、由島嶼形成的運河以及水路系統，在其南方的是澤蘭省，而東方的邊境坐落愛塞湖並與其他四個荷蘭不同的省份為鄰。
荷蘭有著以連綿不斷的沙丘為海岸以免海水侵襲，多數陸地區域多低於由沙丘組成的淤田為地貌，其中穿插因淤積而成的潟湖，現在海拔最低點位於鹿特丹鄰近的沙丘，該點甚至低於海平面下七公尺，荷蘭至今仍必須疏通泛濫所致的淹水，在最初幾個世紀風車就是作為排洪之用，從古至今俯瞰荷蘭地貌即被風車點綴著，這也是荷蘭較具代表性的象徵。
此地水陸域面積加總一共7,494平方公里，約為荷蘭全境13%的土地比例，若只計算陸地面則只有5,488平方公里，而人規模約為有六百一十萬人。
荷蘭主要的城市有阿姆斯特丹、鹿特丹以及海牙，而阿姆斯特丹不僅是最大的都市甚至是一國之都，鹿特丹則是歐洲最大也最重要的碼頭與港口，海牙則是政府的所在地（行政首都），這些城市結合烏特勒支及其周遭較小的市鎮（基礎政權），即構成巨型的都會地帶－蘭斯台德。
蘭斯台德也是歐洲人口相當稠密的地區，而這塊地區依舊都是擴張，因此有較為嚴謹的區域規劃，龐大的人口壓力以致物價相當高，然而新的建案仍就從建築密集區域的邊緣持續擴張，令人驚訝的是多數的省份還是以鄉村為主，農耕用地以及國有土地依舊所費不貲且受保護，大多數的耕地依舊使用集約農業的形式，種類包含了園藝以及溫室等農業經濟。

## 語言
荷蘭主要的語言是荷蘭語，荷蘭人有時也會把荷蘭語稱作Hollands，不過標準的術語則稱呼Nederlands，住在比利時以及荷蘭其他省分的居民則以Hollands稱作地區的方言或著是比較濃厚的腔調。
質言之荷蘭的標準語言其實是荷蘭地區的方言，其為結合布拉班特公國以及弗蘭德伯國的方言而造就今日的盛行，不過整個低地國家的語言至今仍就其異尤存，今日標準的荷蘭語確實是從方言轉變而來的，在各個地區仍有些許的詞彙可以相互取代標準荷蘭語的詞彙，蘭斯台德地區深受標準荷蘭語的影響力，而今日比利時的荷蘭語的語調就略顯不同了。
儘管標準荷蘭語和蘭斯台德的荷蘭語有著相互對應的關係，仍然是有著幾個奇異和標準荷蘭語，主要的城市甚至有自己的現代都市方言，這些都市方言可以歸類於社會方言，也有小部分的荷蘭人特別是住在阿姆斯特丹北部的，仍然是使用原生的荷蘭語，原生荷蘭語的至今仍通行荷蘭北部地區：沃倫丹和馬肯兩地的附近，例如西菲仕蘭以及贊斯塔德；還有分布在東南部的邊界省份例如：北布拉邦省以及烏特勒支省；另外在南部的島嶼例如：在Goeree-Overflakkee島通行的Zealandic。

## 歷史
每一個荷蘭的省份均有自己獨特的歷史，然而不論是整個尼德蘭抑或荷蘭地區的歷史是相互重疊的，本篇著重在荷蘭地區本身在整個尼德蘭扮演的角色。

### 土地開墾
今日的荷蘭地區從未有一片穩定的土地，該區的地裡面貌在前年以來一直處於動態變化，西部的三十公里的海岸線不斷易位，東部的沙丘造成的風暴不斷侵襲這裡的沿岸沙丘，弗里西亞群島也逐漸加入主要的陸地進而成為北方的孤島，主要的河流有萊茵河和馬士河，流域反覆氾濫沿岸地區並改變了河道。
荷蘭人發現他們處在一個不穩定且潮濕的環境，在沙丘之下荷蘭海岸線的泥炭層則大幅成長，形成防止海水來襲的保護層，在這片地區也布滿沼澤和泥沼，這個地區的居民花了長達十世紀的時間把這片土地的水排出，然而排水之舉卻導致土地大幅的縮減，海拔十五公尺以下的地面均遭淹沒，

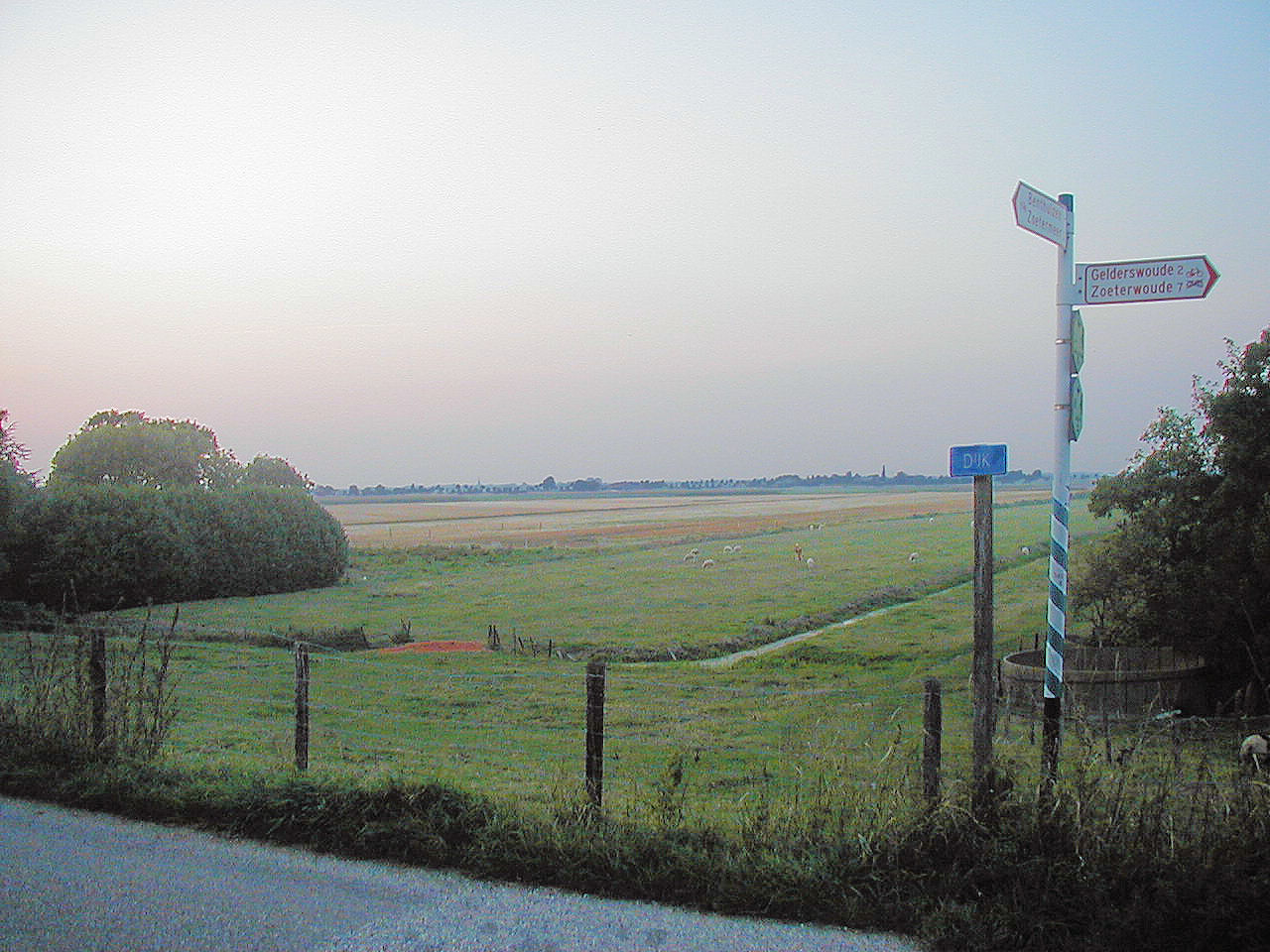
Benthuizen圩田，可看到從前的堤防

荷蘭南部也就是澤蘭省北部的弗里西亞，這裡的發展常爆發大型的洪患並沖刷整片地表，一路從佛里西亞的沿岸淹沒至東部，因而形成了須德海的地貌，這個內海造成的威脅在於可能淹沒澤蘭省的南部，進使減少潟湖外那些連續且排列緊密的沙洲島，只能憑藉一系列區域規劃才能畢演這些地區遭受滅頂之災，在建築物裡面灌滿的鉛以免下陷，而公共建設則著重於堤防設施，並成立相關的行政單位，也就是現代的水利委員會來進行水利管理，過了數百年後他們終於建立整個低地地區和包含海岸線的海堤系統。
然而荷蘭人不曾停下他們的腳步，從16世紀開始他們進行了填海的計畫、填湖，並围垦沼澤和泥灘使其成為圩田，這些計畫一直持續到20世紀，使的中世紀和近代荷蘭地圖已經和現代大不相同了。
這場人與水的鬥爭奠定荷蘭的民族性以及日後的發展。

### 荷蘭伯國
公元九世紀開始弗里斯蘭人開始居住在荷蘭地區，也就是今日弗里西亞地區，在此世紀將要結束時成為神聖羅馬帝國的一個縣，首任縣長為德克至一世（Dirk I），他同時也是弗里西亞在公元896到931年亦為荷蘭家族的繼承人，當1299年約翰一世過世之後由約翰二世繼位，與此同時維特爾斯巴赫加足的威廉五世（1354–1388）也出任埃諾、法蘭德斯以及澤蘭三縣縣長。
在這段期間的弗里西亞、西法蘭德斯遭受征服，這個時期鉤子與鱈魚戰爭在荷蘭地區爆發，1432年杰奎或杰奎琳被迫把荷蘭地區讓與勃艮第的公爵－菲利普三世
荷蘭縣治在菲利普逝世被廢止，此舉正是西班牙的腓力二世，1581年他頒定廢棄法案，西班牙皇帝對荷蘭具有絕對的統治權威，這份法案的效力直到1648年西伐利亞條約簽訂。

### 七省聯盟與荷蘭共和國時期
1432年納入勃艮第公國進入勃艮第統治荷蘭時代以及到1477年哈布士堡統治荷蘭時代所組成的七省聯盟，在十六世紀荷蘭全境成為歐洲都市化最高的地區，也有大量的人口遷居城市，在勃艮第統治下尼德蘭的北境就是荷蘭地區，但是其影響力則貫穿勃艮第統治的低地地區。

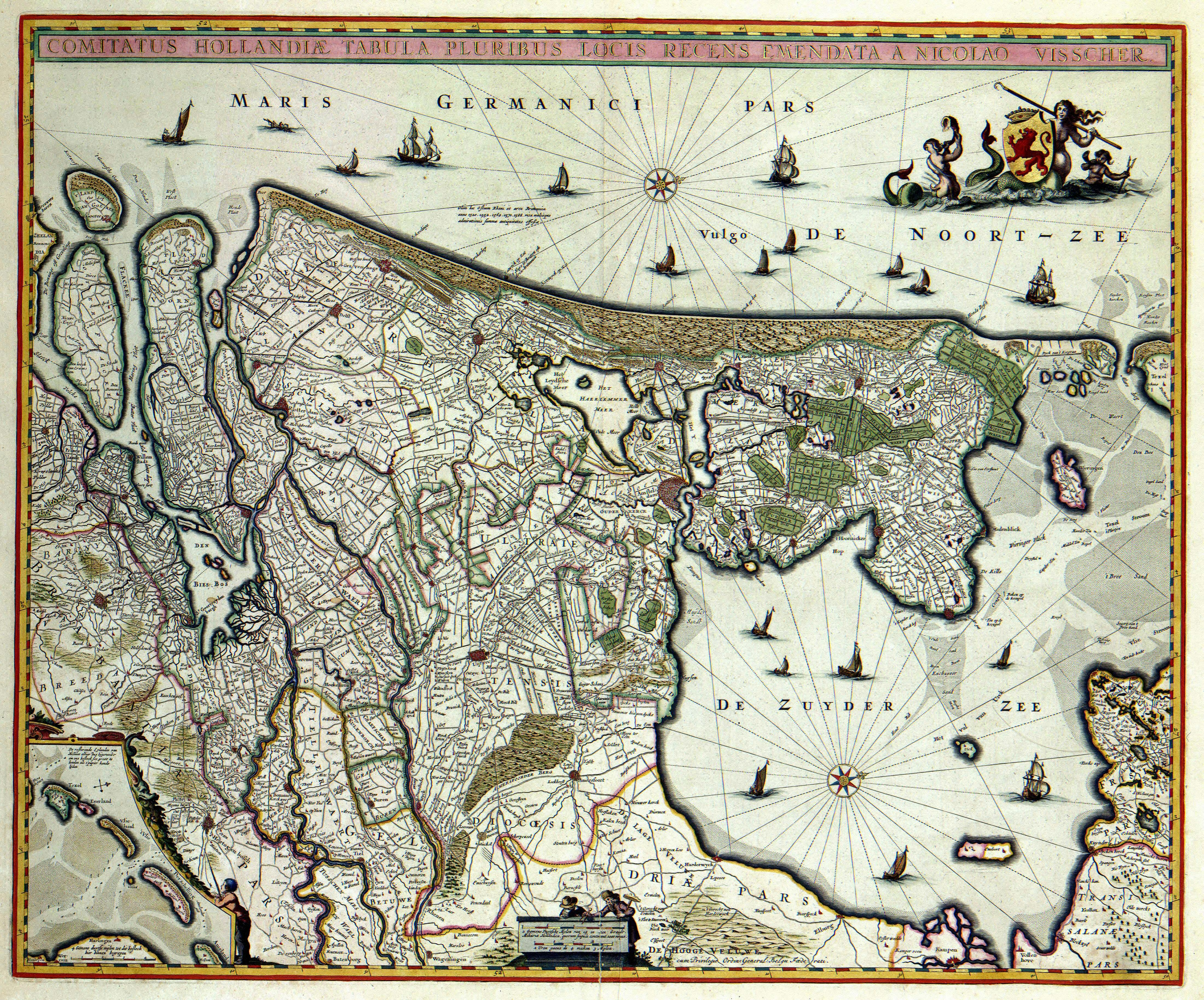
1682年的圖畫

在八十年戰爭中荷蘭舉兵反抗哈布士堡的統治，1572年反抗軍在布里勒成立海軍－Watergeuzen（字面意義為乞丐），至此荷蘭成為主權獨立的國家也是當時反抗軍的中心，也成為　荷蘭共和國文化、政治和經濟中心，在十七世紀的荷蘭黃金時代，荷蘭成為當時最為強盛的國家，在驅逐西班牙皇帝的統治後，行政與立法大全由共和國政府接管，政府以議會為核心。
在共和國內對大的城市均在荷蘭地區，例如：阿姆斯特丹、鹿特丹、萊頓、阿爾克馬爾、海牙、台夫特、多德雷赫特和哈倫，由於荷蘭境內遍佈良港，荷蘭商人可以穿梭全歐洲來進行交易，商人跑遍全歐洲促進阿姆斯特丹等貿易城市發展。
多數歐洲人都把共和國內首善之地－荷蘭，代指整個尼德蘭七省聯合共和國，這裡的人民根植在歐洲人心目中是強烈的「荷蘭人」印象，因此最後用以代指整個共和國的名稱，而這個用法也沿用至今，在每個省分本身的文化擴張是個緩慢的過程，共和國內部各省文化逐漸融合為一，而此過程被稱作Hollandification，最大影響莫過於都是荷蘭語成為官方語言。

### 荷蘭王國
其前身巴達維亞共和國是法國大革命後所建，巴達維亞政權是由中央集權政府統治使荷蘭轉為單一國，1798年荷蘭開始行政改革引入行省制度，分別為：阿姆斯特（Amstel）、地利夫（Delf）、特克塞爾（Texel）以及部分的斯凱爾特河與默茲（Schelde en Maas）。
從1806到1810拿破崙一世改變附庸國統治的方式，荷蘭改由其弟路易·波拿巴並短暫由路易之子拿破崙·路易·波拿巴統治，並賞賜其荷蘭王國的領地，這也是把荷蘭帶入現代的期間，這段期間是排除比利時行塑一個荷蘭整體的開端。
在這段期間低地國家由法蘭西第一帝國所統治，甚至在1810年至1813年被法國直接統治，荷蘭成為法國的一個行省，分別是利丹利（Zuyderzée）以及巴契狄拉莫茲（Bouches-de-la-Meuse）。

### 建省
1813年後荷蘭地區回歸為荷蘭的一個省分。
在1830年比利時獨立之後荷蘭地區在1840年被分割成今日南荷蘭省以及北荷蘭省，此舉反映了荷蘭從古至今素有南北之分，但是這種劃分已經是非常久遠之前的事情。
1850年一個傾國之力完成的創舉落成，荷蘭完成文化以及經濟整合邁入現代化，而此舉以荷蘭地區的城市做為中心。

## 形象
在區域主義的席捲下荷蘭地區始終和其他省分仍保持優勢，這反映荷蘭地區的當地文化威脅著其他省分，儘管其他省分也有相當強力草根性的文化，但是在荷蘭全國之內仍時常被忽視，荷蘭以及當地人的形象的特質反映在居民以及空間的心理地理的建構，另一方面荷蘭地區的部分居民希望當地文化能夠茁壯與威脅全國，而巧妙的把荷蘭語尼德蘭兩個概念合而為一，以致他們並不認為自己是荷蘭（地區）人而是尼德蘭人（Dutch），這種想法被稱做「大荷蘭主義」（"hollandocentrism"）。
荷蘭地區傾向尋找相關的形象，荷蘭典型的形象有鬱金香、風車、木屐、乳酪以及傳統服飾－klederdracht，這些定型的案例從遠古就真實的存在荷蘭地區，然而卻往往成為整個尼德蘭的定型代表，事實上在少數傳統村莊例如福蘭登（Volendam）以及利昂（Zaan）地區，當地居民的木鞋就和其他地區有所不同。

## 新荷蘭
從荷蘭地區出發的殖民者，都會把新發現的領地命名為「新荷蘭」（荷蘭語：Nieuw Holland；英文：New Holland），例如分布在澳大利亞附近的島嶼：1644年阿貝爾·塔斯曼發現澳洲後，即首次以拉丁語的新荷蘭（Nova Hollandia）命名該地，而這個稱呼一直沿用了190年之久，而他發現今日的紐西蘭則以荷蘭另一個省分-澤蘭省命名，在尼德蘭地區新荷蘭的稱呼一直使用到十九世紀，現代已無使用這種稱呼。而澳洲在荷蘭語中為Australië。

## 外部連結
- Map of Holland (the provinces of North Holland and South Holland) on Google Maps （页面存档备份，存于）

52°15′00″N 4°40′01″E / 52.250°N 4.667°E